# Čirpan
Čirpan (búlgaro: Чирпан) é uma cidade da Bulgária, localizada no distrito de Stara Zagora. A sua população era de 16,355 habitantes segundo o censo de 2010.

## População
| Čirpan | Čirpan | Čirpan | Čirpan | Čirpan | Čirpan | Čirpan | Čirpan | Čirpan | Čirpan | Čirpan | Čirpan | Čirpan | Čirpan | Čirpan | Čirpan | Čirpan | Čirpan | Čirpan | Čirpan |
| --- | ------ | ------ | ------ | ------ | ------ | ------ | ------ | ------ | ------ | ------ | ------ | ------ | ------ | ------ | ------ | ------ | ------ | ------ | ------ |
| Ano | 1887   | 1910   | 1934   | 1946   | 1956   | 1965   | 1975   | 1985   | 1992   | 2001   | 2002   | 2003   | 2004   | 2005   | 2006   | 2007   | 2008   | 2009   | 2010   |
| População |        |        |        | 13,220 | 15,432 | 17,863 | 20,571 | 20,435 | 19,940 | 18,171 | 18,022 | 17,742 | 17,393 | 17,205 | 16,942 | 16,822 | 16,686 | 16,592 | 16,355 |
| Fontes: Instituto Nacional de Estatísticas, „citypopulation.de“, „pop-stat.mashke.org“, Bulgarian Academy of Sciences |        |        |        |        |        |        |        |        |        |        |        |        |        |        |        |        |        |        |        |